# Fiumara di Modica

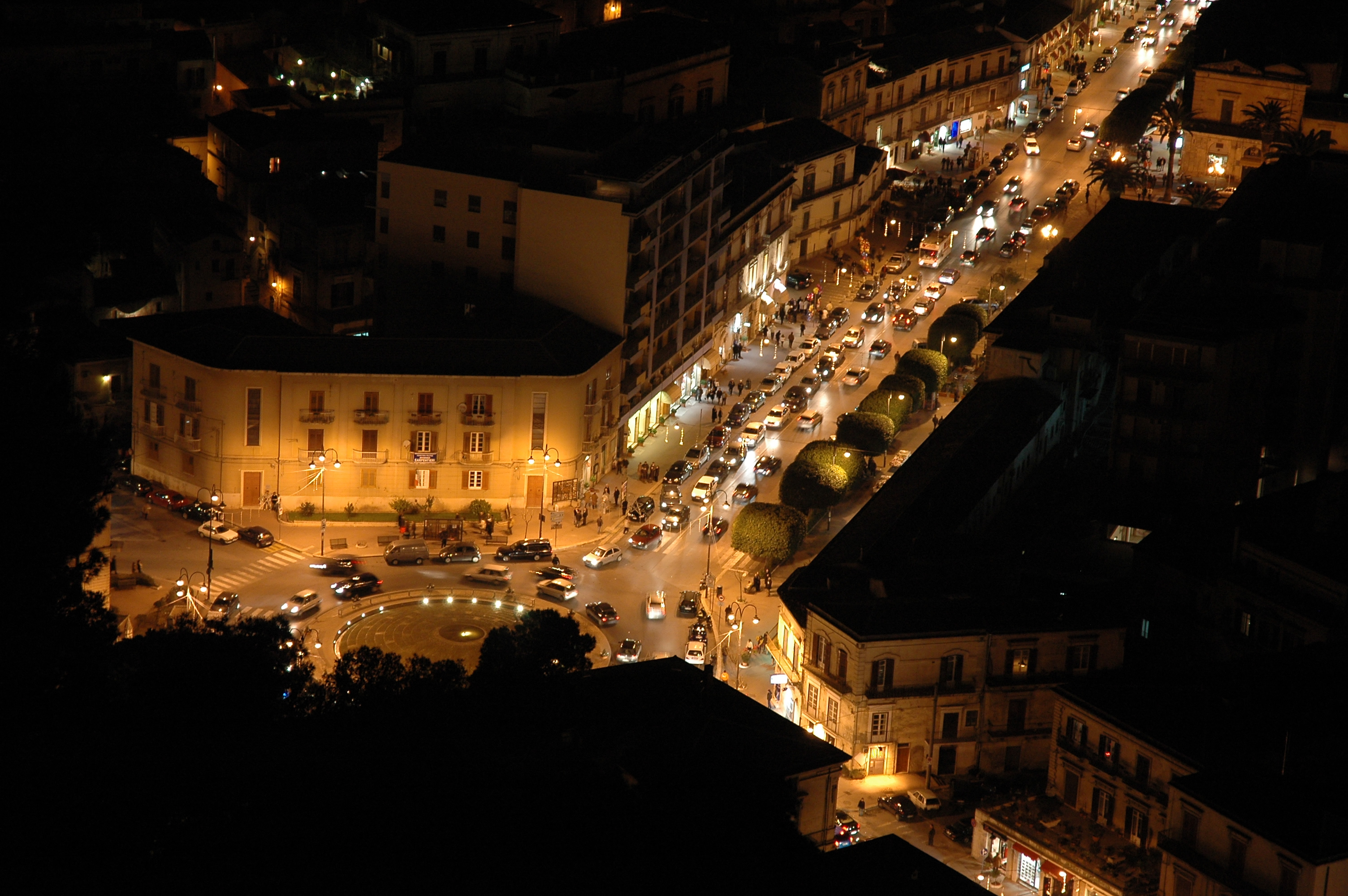
Veduta notturna del Corso Umberto di Modica, sotto cui scorre il Moticano, 2007

La Fiumara di Modica, anche chiamato Moticano (o Mothicano) o Torrente di Modica, è un corso d'acqua a carattere torrentizio della Sicilia sud-orientale. Il suo corso si svolge interamente nel libero consorzio comunale di Ragusa ed è lungo 22 km.

## Storia
Lungo il percorso del Pozzo dei Pruni e del Moticano, si contavano 23 mulini ed all'interno del centro urbano di Modica vi erano ben 17 ponti che univano le diverse sponde della città ma oggi sono tutti scomparsi vista la copertura degli alvei dalle strade urbane. Nel 1898 l'archeologo Paolo Orsi scoprì un ripostiglio di bronzi arcaici accanto al Mulino del Salto il cui Tesoro dei bronzi è oggi custodito nel Museo delle Civiltà di Roma. Nel punto in cui confluisce il torrente Caitina si trovano le quasi inaccessibili Grotte del Ddieri, dell'età del bronzo antico. Da non dimenticare, ultimo di una lunga serie di eventi catastrofici segnalati a partire dall'età di Claudio Tolomeo, l'alluvione del 26 settembre 1902, che causò 111 vittime ed ebbe risonanza internazionale.

## Descrizione

### Moticano
Il Moticano nasce dalla confluenza di due torrenti nel centro del comune di Modica, lo Janni Mauro (o San Francesco) ed il Pozzo dei Pruni (o Santa Maria). L'incontro tra i due corsi d'acqua avviene proprio sotto la Torretta dell'Orologio del Castello dei Conti di Modica e dopo altri 300 m il Moticano raccoglie le acque del torrente San Liberale, proveniente da sinistra.

### Fiumara
Da qui nasce la vera e propria Fiumara di Modica, che prosegue verso il mare con a tratti un largo letto con orti e saje che risalgono alla dominazione araba (844-845). Dopo aver ricevuto le acque del torrente Caitina ed attraversato il comune di Scicli, la Fiumara termina la sua corsa sfociando nel mar Mediterraneo, in contrada Arizza, tra le frazioni sciclitane di Donnalucata e Cava d'Aliga.